# Sarvlaxträsket
Sarvalaxträsket eller Sarvlaxträsket är en sjö i Lovisa stad i Finland.   Den ligger i landskapet Nyland, i den södra delen av landet, 70 km öster om huvudstaden Helsingfors. Sarvalaxträsket ligger 3,6 meter över havet. Arean är 2,2 kvadratkilometer och strandlinjen är 8,83 kilometer lång. Sjön  ingår i Finska vikens kustområde. 
I övrigt finns följande vid Sarvalaxträsket:
- Lillträsket (en sjö)